# St. Martin (Münsingen)

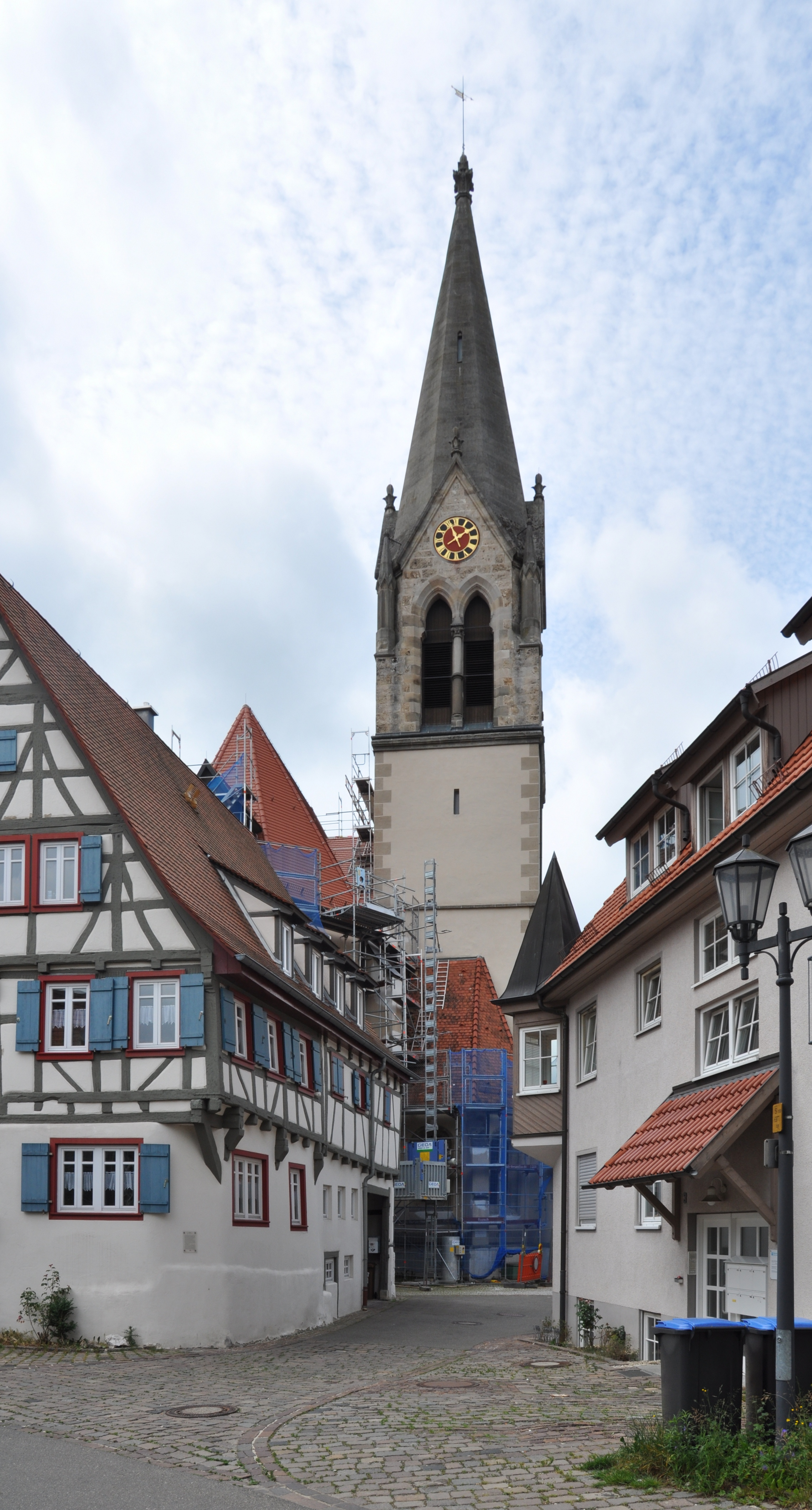
St. Martin (Münsingen)

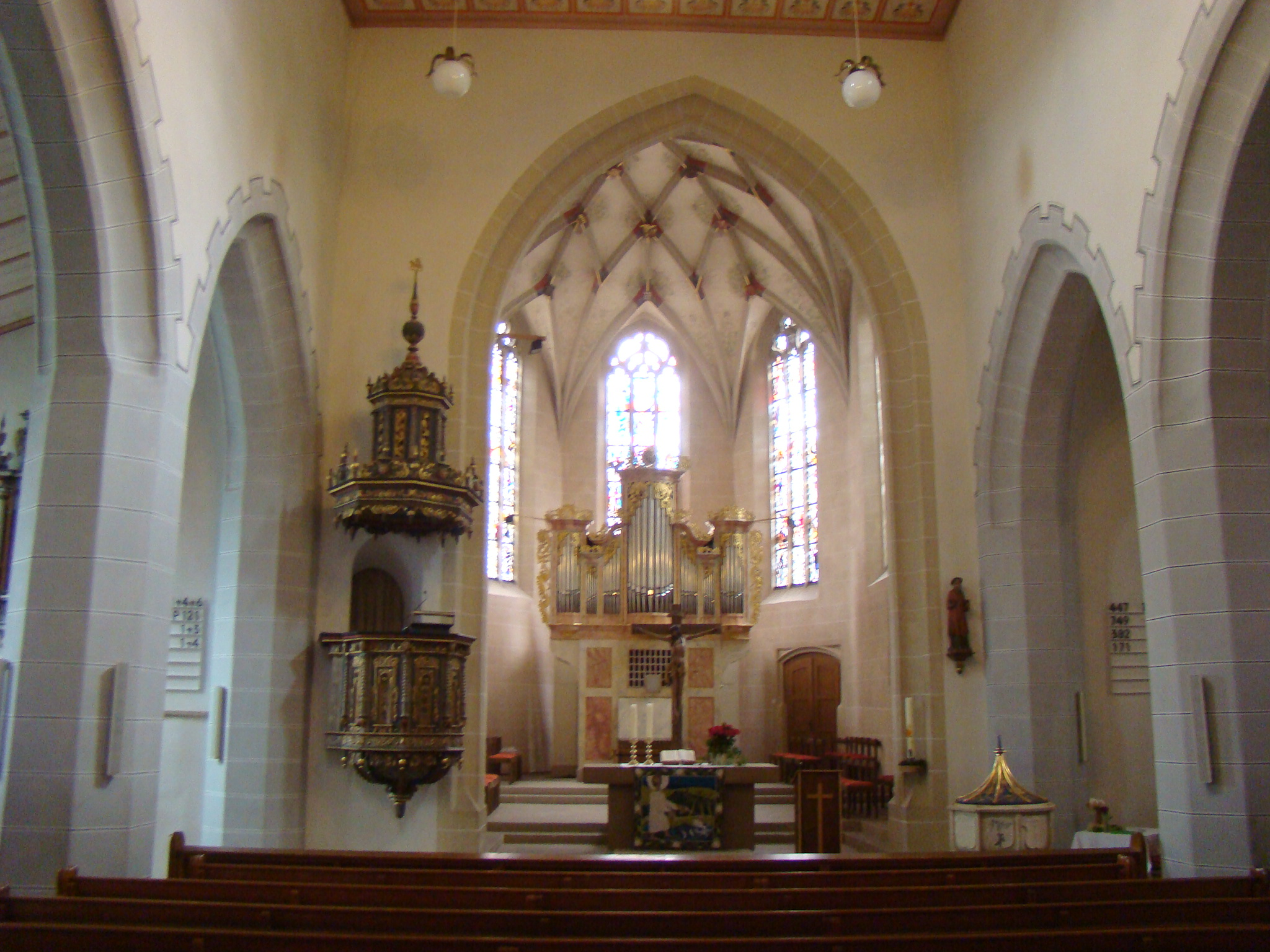
Innenansicht

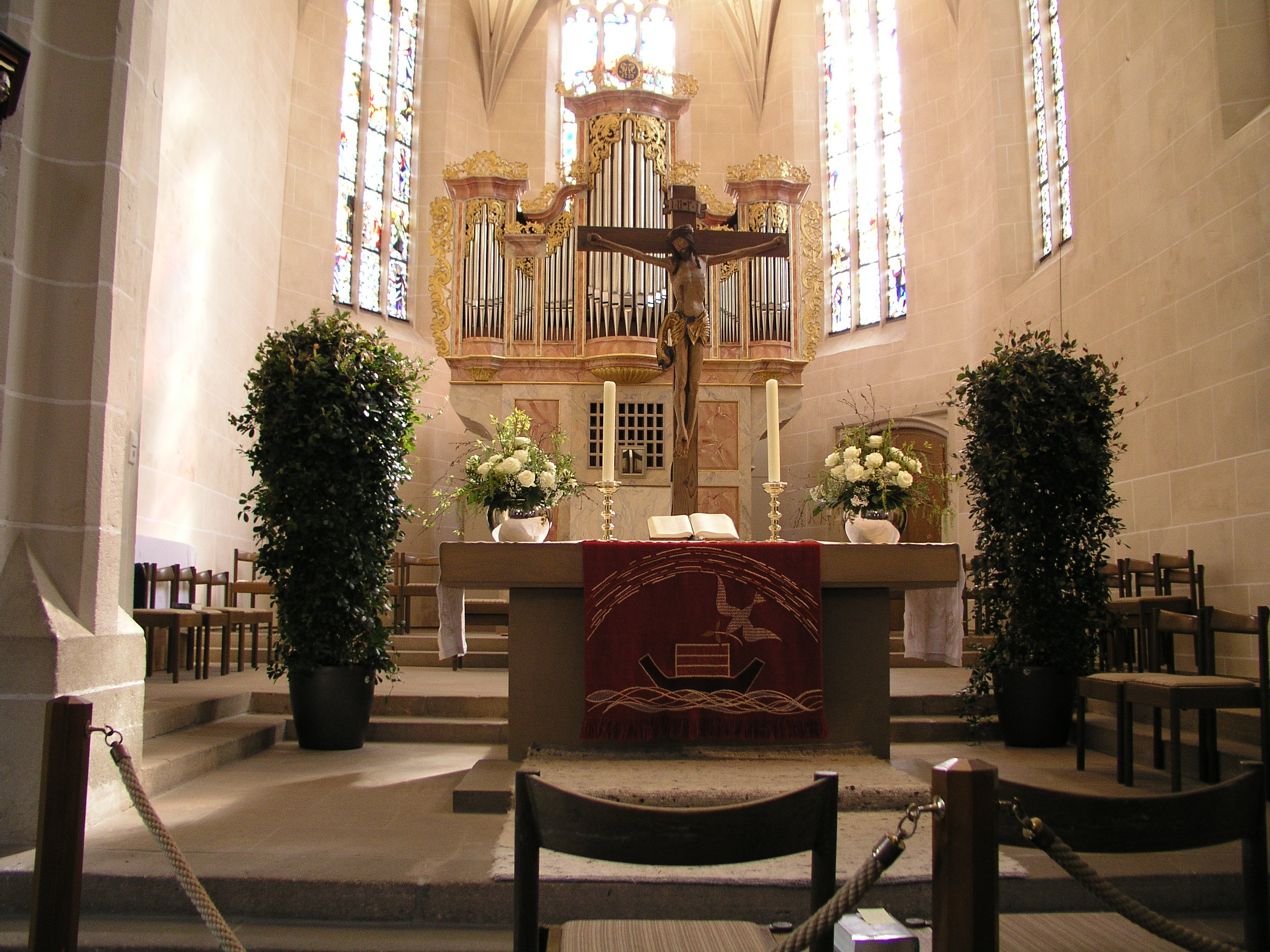
Chorraum mit Orgel

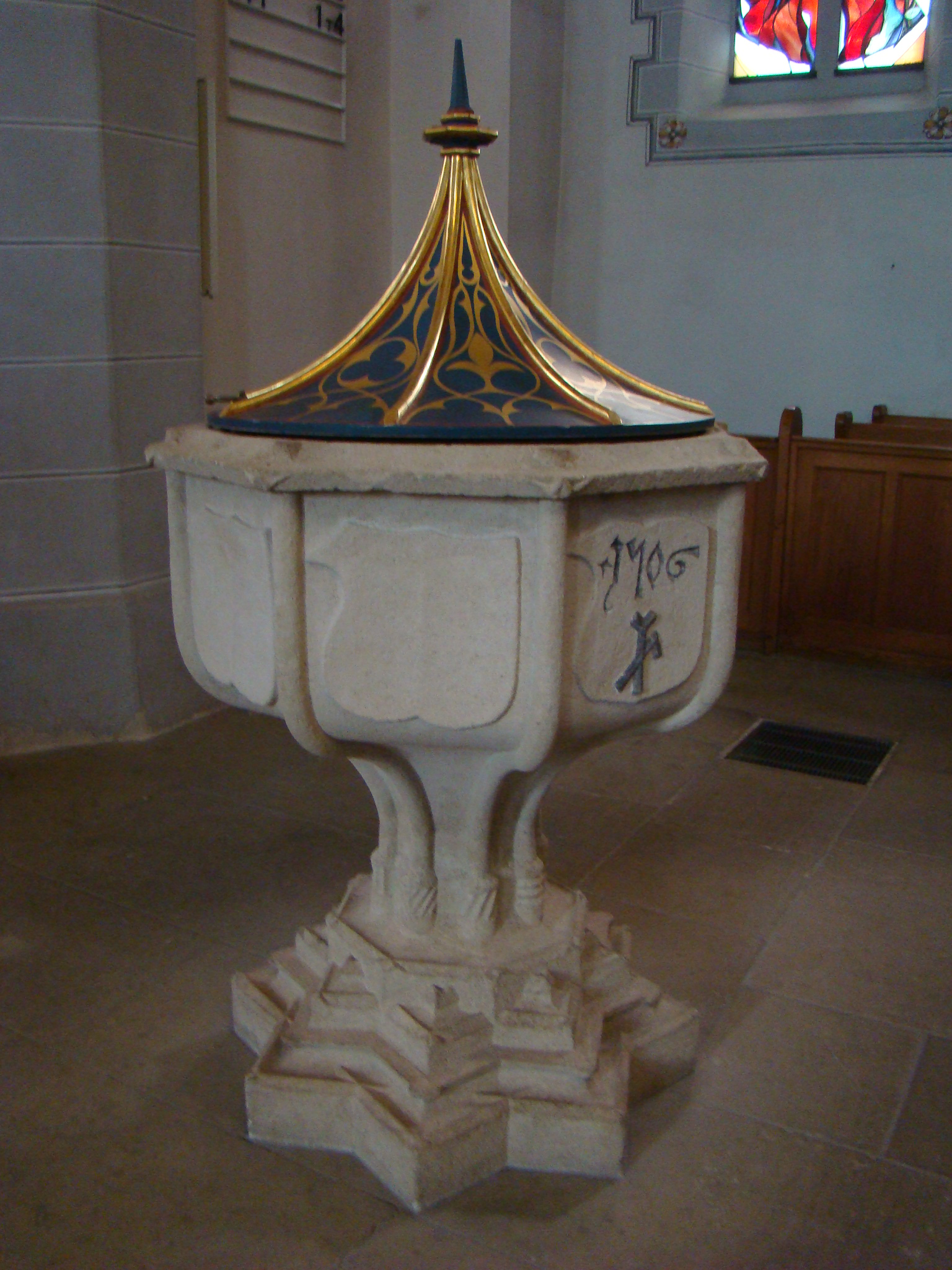
Taufstein

Die evangelische Kirche und ehemalige Pfarrei St. Martin (auch Martinskirche genannt) ist eine gotische Basilika in Münsingen im Landkreis Reutlingen in Baden-Württemberg. Sie gehört zur Gesamtkirchengemeinde Münsingen-Trailfingen im Kirchenbezirk Bad Urach-Münsingen der Evangelischen Landeskirche in Württemberg.
Die Kirche wurde von der Denkmalstiftung Baden-Württemberg zum „Denkmal des Monats März 2015“ ernannt.

## Geschichte und Architektur
Die Kirche in Münsingen wird erstmals 804 als Pfarrkirche eines größeren Sprengels erwähnt. Über die Vorgängerbauten ist jedoch nichts bekannt.
Das heutige Bauwerk ist eine flachgedeckte vierjochige Basilika, die mit ihren reduzierten gotischen Formen an die Bettelordensarchitektur um 1300 angelehnt ist. Das Äußere der Kirche zeigt dreibahnige Fenster mit Fischblasenmaßwerk über einem Sohlbankgesims. Der Chorflankenturm im Norden hat drei schlichte Geschosse aus der Bauzeit des Langhauses. Nach Fertigstellung des Bauwerks wurde an den Turm an der Chornordwand das Polygon der Sakristei mit geteilten korbbogigen Fenstern angebaut. Das Glockengeschoss und der achteckige Steinhelm des Turmes wurden erst 1887/1888 durch Christian Friedrich von Leins in den Formen der französischen Hochgotik hinzugefügt. Das Westportal ist zwischen einfachen gestuften Strebepfeilern in den Achsen der Hochschiffwände angeordnet. Seit 1557 ist im ersten Joch des Innern eine hölzerne Empore eingebaut. Die Gewölbe der Seitenschiffe sind spätgotisch und wurden beim Einbau von Emporen verändert.
Mindestens der spätgotische Chor mit Fünfachtelschluss wurde von Peter von Koblenz, dem Erbauer der Stiftskirche St. Amandus Bad Urach und der Stiftskirche Tübingen, erbaut, dessen Meisterzeichen zusammen mit dem des Nebenmeisters im Gewölbe zu finden ist. Der Chor ist am südlichen Strebepfeiler auf 1495 und 1496 datiert. Das Sternrippengewölbe auf überkreuzten Anfängern  zeigt feingestaltete Dreipassschlusssteine der Uracher Schule mit Darstellungen der Heiligen Maria, Martin, Katharina und Barbara, die gemäß einer fragmentarischen Inschrift am Chorbogen vom Ulmer Maler Daniel Schüchlin farbig gefasst und mit Blumenranken und Strahlenkränzen verziert wurden. Diese Malereien wurden bei einer Restaurierung des Chores im Jahr 1976 freigelegt. Die Wände sind gelblich beige mit aufgemalter Quaderung gefasst. In der Nordwestecke am Chorbogen wurde beim Einbau der Sakristei im Jahr 1495 ein zum Turm führender Treppenturm eingebaut. Die äußere Sakristei ist mit Sterngewölbe geschlossen.
Bei der Restaurierung des Schiffes in den Jahren 1983/1984 wurde die Raumfassung aus den Jahren 1557/1558 wiederhergestellt, die eine graue Quadermalerei an den Arkaden und Fenstern sowie eine farbenfrohe Holzleistendecke in den Farben Elfenbein, Zinnoberrot und Altrosa mit buntfarbigem Muscheldekor zeigt und die vermutlich aus dem 17. Jahrhundert stammt.

## Ausstattung
- Die farbenfrohe Kanzel mit einem turmartigen Schalldeckel stammt ebenfalls aus der ersten Hälfte des 17. Jahrhunderts.
- Der auf die Jahre 1506 und 1528 datierte achteckige Taufstein, der über einem sternförmigen Fuß eine Kuppa mit Schilden und Rundstäben an den Kanten zeigt, ist wohl ebenfalls eine Steinmetzarbeit eines Uracher Meisters.
- Das Kruzifix in der Sakristei in asketisch-schlanken Körperformen wird auf den Anfang des 16. Jahrhunderts geschätzt.
- Das Kruzifix über dem Altar stammt aus Gruorn und wurde im Umkreis der Ulmer Weckmann-Werkstatt in der Zeit um 1490 geschaffen.
- Zwei Einzelfiguren in unpassender neuer Fassung zeigen Stephanus in feiner Arbeit des Weichen Stils vom Anfang des 15. Jahrhunderts und Johannes Evangelista aus der Zeit um 1490, der vermutlich aus einer Kreuzigungsgruppe stammt.
- Zwei Epitaphien des 17. Jahrhunderts wurden für Johann Niefer († 1695) geschaffen.
- Die Farbverglasung der Maßwerkfenster im Chor wurde von Bürgern gestiftet und 1960 von Wolf-Dieter Kohler geschaffen:[1]
  - links: die Werke der Barmherzigkeit (Mt 25,34-46 LUT)
  - Mitte: erhöhter Christus, von Engeln flankiert, unten Erzengel Michael, der Seelenwäger, und vier Engel mit Gerichtsposaunen
  - rechts: das Gleichnis von törichten und klugen Jungfrauen
- Die Seitenschiff-Fenster stammen von Ursula Nollau (* 1944) aus Zwiefalten:[2]
  - 1992 ein Südfenster: Taufe (Ps 121,3 LUT)
  - 1994 zwei Südfenster: Abendmahl (Brot und Wein)
  - 1999 zwei Nordfenster: Verheißung (Jes 11,1 LUT) und das Rundfenster: Segen (Jes 9,5 LUT)
- Die Orgel ist ein Werk der Firma Orgelbau Vier aus dem Jahr 1976 mit 30 Registern plus 5 Vorabzügen auf drei  Manualen (plus Koppelmanual) und Pedal. Dabei wurde der Prospekt einer Orgel von Christian Gotthilf Haußdörffer aus dem Jahr 1758 wiederverwendet.[3]